# Affinghausen
Affinghausen is een gemeente in de Duitse deelstaat Nedersaksen. De gemeente maakt deel uit van de Samtgemeinde Schwaförden in het Landkreis Diepholz. Affinghausen telt 874 inwoners.
De gemeente bestaat uit de plaatsjes Affinghausen, Dörriesloh, Eitzen  en Hagen. Dit zijn alle vier kleine boerendorpen van betrekkelijk weinig belang.

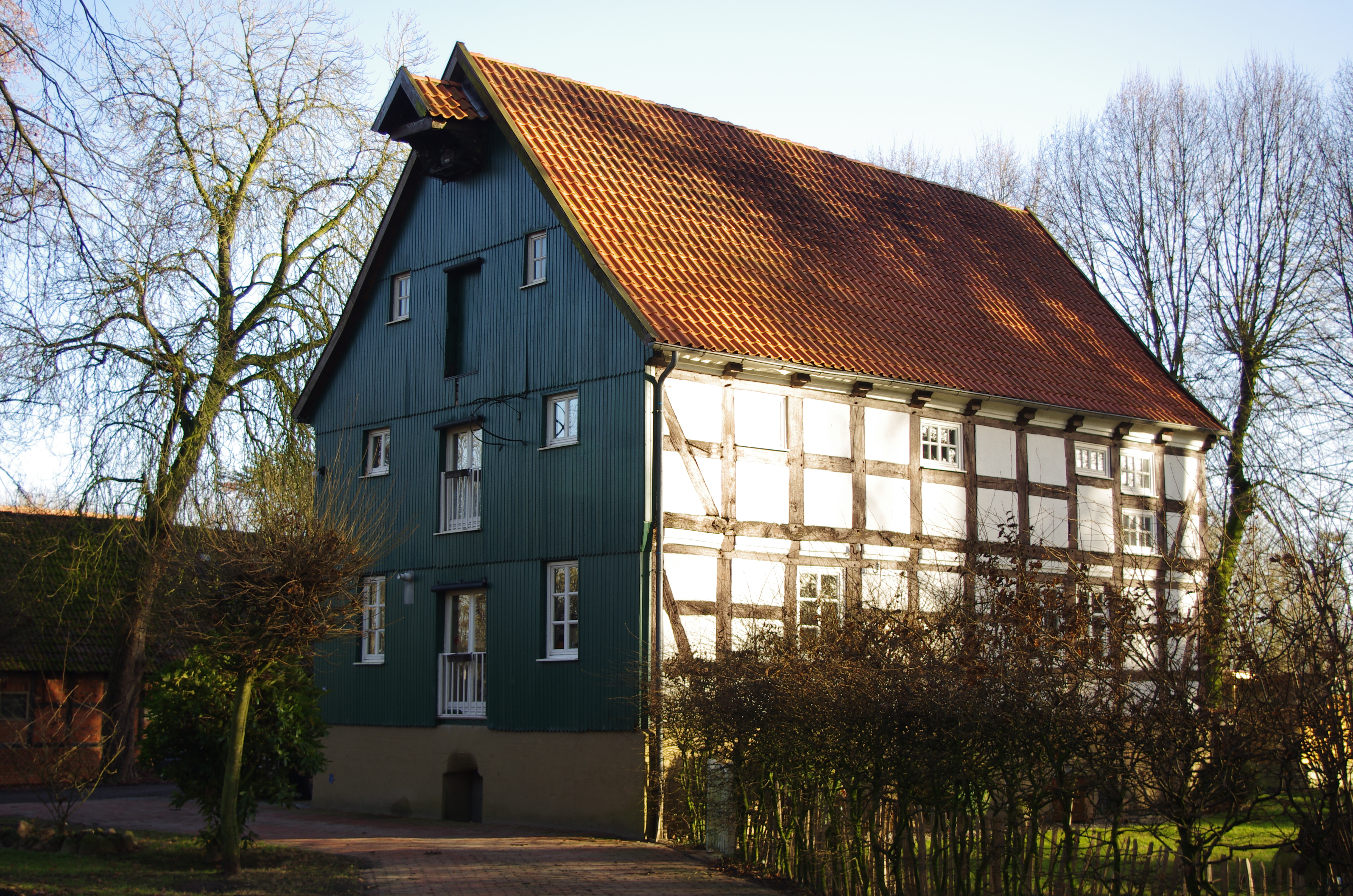
Oude watermolen te Affinghausen

De dorpelingen stonden in het verleden bekend onder de bijnaam Bickbeernbuern, blauwe bosbessen ventende boeren. Zij plachten deze bessen, en ook andere land- en tuinbouwproducten, te verkopen in de stad Bremen. Om die reden is in het dorpswapen een takje bosbessen afgebeeld.
- Gemeinsame Normdatei: 4000673-6
- Virtual International Authority File: 144908487